# Jan Schröder (Radsportler)

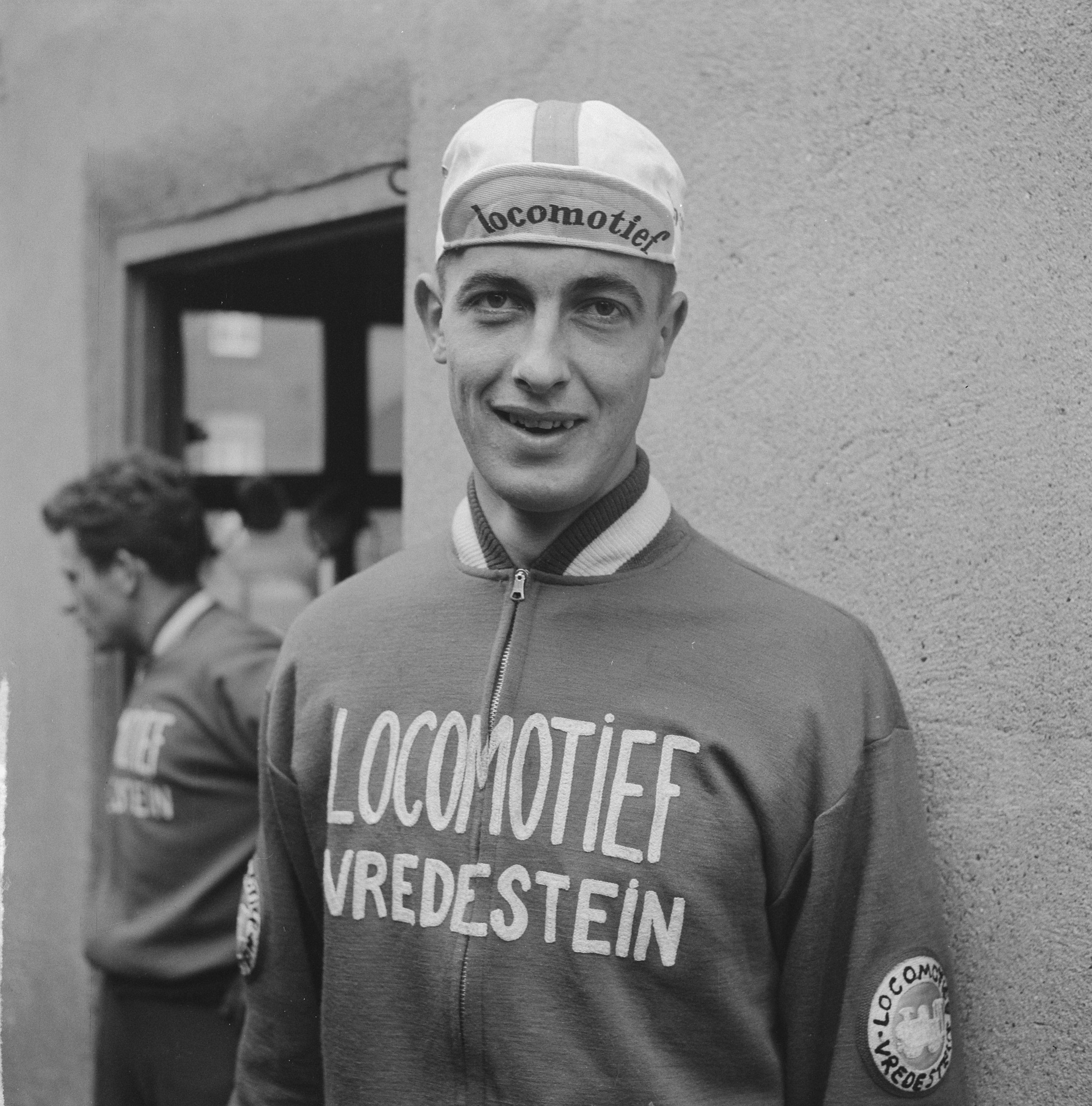
Jan Schröder

Jan Schröder (* 16. Juni 1941 in Koningsbosch, Niederlande; † 4. Januar 2007 ebenda) war ein niederländischer Radsportler.
1962 bestritt er die Internationale Friedensfahrt, wobei er ausschied. Nach seinen Siegen bei der Kempen-Rundfahrt 1961 und dem Stern von Zwolle 1962 wurde Schröder Profirennfahrer. Er fuhr zwischen 1963 und 1967 für verschiedene niederländische Mannschaften und gewann insgesamt vier Kriterien. 1966 belegte er bei der ersten Ausgabe des Amstel Gold Race den 15. Platz. 1966 und 1967 wurde er niederländischer Vizemeister in der Einerverfolgung. 1967 schied er im Giro d’Italia aus.